# Violet Brown
Violet Henrietta Brown, nascida Violet Mosse (Duanvale, Trelawny, 10 de março de 1900 — Montego Bay, 15 de setembro de 2017) foi uma jamaicana supercentenária, sendo a mais pessoa mais velha já verificada na Jamaica, e era considerada a pessoa mais velha verificada no mundo de 15 de abril de 2017 até ao seu falecimento, em 15 de setembro de 2017.

## Biografia
Sua data de nascimento foi por diversas vezes relatada como 4 de março de 1900, 10 de março de 1900 e 15 de março de 1900. No entanto, ela foi reconhecida oficialmente como tendo nascido em 10 de março de 1900 pelo Gerontology Research Group em 26 de julho de 2014. Violet nasceu quando a Jamaica era uma parte do Império Britânico, sendo a última súdita viva do reinado da Rainha Vitória.
Violet foi uma dos quatro filhos de John Mosse e de Elizabeth Riley, que morreu aos 96 anos. Ela foi batizada com treze anos. Casou com Augustus Gaynor Brown, com quem teve seis filhos: Harold Fairweather (1920-2017), Elsie Dowman (1923-), Irving Russell (1923-1989), Barrington Russell, Morris Davis, Idalyn Wilks.
O primeiro filho de Violet, Harold Fairweather, falecido em 19 de abril de 2017 aos 97 anos, acreditava-se ser a pessoa mais velha com um dos pais vivos.
Com o seu falecimento, a japonesa Nabi Tajima, nascida em 4 de agosto de 1900, foi considerada a pessoa mais velha do mundo, tal como a última pessoa viva nascida no século XIX até à sua morte em 21 de abril de 2018, dando lugar à compatriota Chiyo Miyako (2 de maio de 1901 - 22 de julho de 2018).